# 2012 en basket-ball

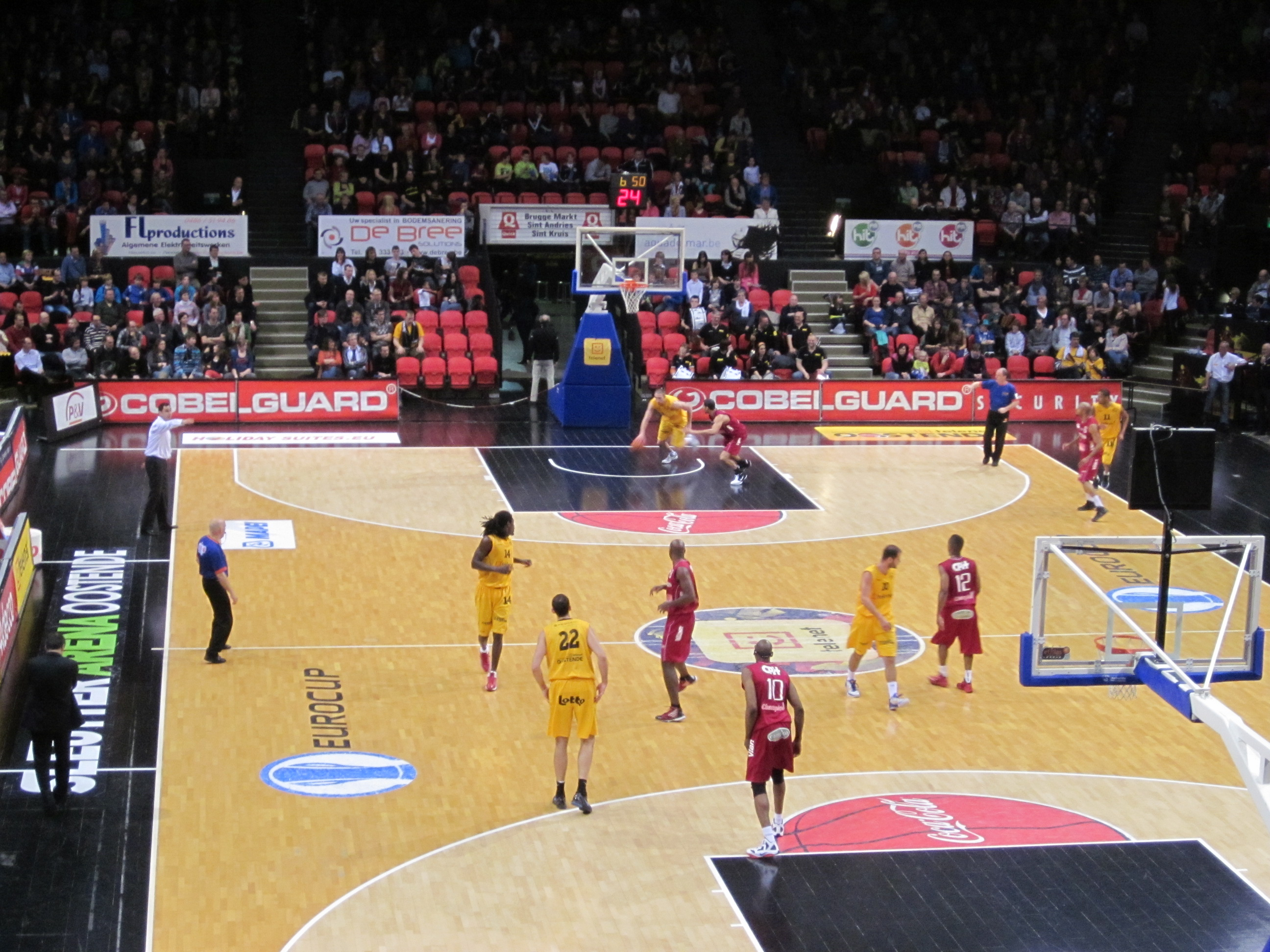
Match de basketball entre Telenet Ostend (en jaune) et Belgacom Spirou Charleroi (en rouge) en Belgique en avril 2012

Chronologie du basket-ball
2011 en basket-ball - 2012 en basket-ball - 2013 en basket-ball
Les faits marquants de l'année 2012 en basket-ball

## Événements

### Février
- 6 février : la Belge Emma Meesseman est désignée meilleure jeune basketteuse européenne de l'année FIBA Europe[1].
- 7 février : l'Espagnole Alba Torrens est désignée meilleure basketteuse européenne de l'année FIBA Europe[2]. Elle devance les Russes Maria Stepanova et Ielena Danilotchkina.
- 13 février : le Lituanien Jonas Valančiūnas est désigné meilleur jeune basketteur européen de l'année FIBA Europe[3].
- 14 février : l'Allemand Dirk Nowitzki est désigné meilleur basketteur européen de l'année FIBA Europe[4]. Il devance l'Espagnol Juan Carlos Navarro et le Macédonien Bo McCalebb.
- 19 février :
  - Le Real Madrid remporte sa 23e Coupe du Roi en battant le FC Barcelone sur le score de 68 à 60 à Barcelone. Sergio Llull est désigné meilleur joueur de la compétition[5].
  - Chalon-sur-Saône remporte sa première Semaine des As en battant BCM Gravelines Dunkerque sur le score de 73 à 66 à Roanne. Les deux équipes étaient déjà présente en finale la saison précédente, finale remportée par Gravelines. Blake Schilb est nommé MVP de la compétition[6].
  - Mens Sana Basket remporte la coupe d'Italie, Cup Final Eight, en battant en finale Cantù sur le score de 79 à 72. David Andersen est désigné MVP[7].
  - Beşiktaş remporte la coupe de Turquie en battant en finale Banvit sur le score de 878 à 74[8].
  - Dans les autres pays, l'Olimpija Ljubljana remporte la Coupe de Slovénie sur le score de 68 à 63 face au KK Krka Novo Mesto. Le Maccabi s'impose en coupe d'Israël face à Rishon sur le score de 82 à 69. La coupe de Croatie est remportée par le KK Cedevita. le KK Partizan Belgrade bat l'Étoile rouge de Belgrade 64 à 51. le Lukoil Academic remporte la coupe de Bulgarie, le Zalgiris Kaunas la coupe de Lituanie, KK Budućnost Podgorica la coupe du Monténégro, Trefl Sopot la coupe de Pologne, Pzreo Luendra la coupe du Portugal, ČEZ Basketball Nymburk la coupe de République tchèque[8].
- 24 février : cinq équipes se qualifient après le match retour des huitièmes de finale de Euroligue féminine : Fenerbahçe İstanbul, Ros Casares Valence, Wisła Cracovie, Famila Schio, UMMC Iekaterinbourg. Elles rejoignent Galatasaray, équipe qualifiée en tant que club hôte du Final eight, nouvelle formule pour la phase finale de la compétition.
- 24 au 26 février : NBA All-Star Game 2012
  - La sélection composée par Charles Barkley remporte le Rising Stars Challenge face à la sélection de Shaquille O'Neal sur le score de 146 à 133[9]. Kyrie Irving, avec 34 points et 9 passes décisives est désigné meilleur joueur de la rencontre.
  - La sélection de l'Ouest remporte la 61e édition du NBA All-Star Game en s'imposant 152 à 149 face à la sélection de l'Est. Kevin Durant, avec 36 points, 7 rebonds et 3 passes, est désigné MVP de la rencontre[10].
- 29 février : les deux dernières équipes qualifiées pour le Final eight sont Rivas Ecópolis qui éliminent les Françaises de Bourges Basket[11], 64 à 56 lors du match d'appui, et le Spartak région de Moscou qui s'impose face à un autre club russe, Nadejda Orenbourg sur le score de 82 à 67.

### Mars
- 29 février et 1er mars : les huit équipes qualifiées pour les quarts de finale de l'Euroligue à l'issue du Top 16 sont le CSKA Moscou et Olympiakós Le Pirée dans le groupe A, le Montepaschi Siena et le CBD Bilbao dans le groupe B, le Panathinaïkos Athènes et UNICS Kazan dans le groupe C et Regal FC Barcelona et Maccabi Tel-Aviv dans le groupe D.
- 4 mars : le ŽKK Partizan Belgrade remporte la coupe Adriatique féminine en s'imposant en finale face au Čelik Zenica sur le score de 74 à 64[12].
- 6 mars : le Wisła Cracovie remporte la Coupe de Pologne féminine en s'imposant face à Lotos Gdynia sur le score de 81 à 76[13].
- 8 mars : UMMC Iekaterinbourg remporte la coupe de Russie féminine en s'imposant face à Nadezhda sur le score de 92 à 72[14].
- 11 mars : Perfumerías Avenida bat Ros Casares Valence en finale de la coupe de la Reine sur le score de 78 à 57[15].
- 19 mars : Cras Basket Taranto bat Famila Schio en finale de la coupe d'Italie féminine sur le score de 78 à 57[16].
- 15 et 22 mars : le club russe du Dynamo Koursk remporte l'Eurocoupe féminine en battant le club turc du Kayseri Kaski S.K. en s'imposant 75 à 52 lors du match retour après une défaite 55 à 69 à l'aller[17].
- 27 mars : Barcelone se qualifie pour le Final four de Euroligue en s'imposant trois victoires à zéro face à UNICS Kazan.
- 30 mars : Olympiakós Le Pirée s'impose 76 à 69 lors de la quatrième manche des quarts de finale de l'Euroligue face à Montepaschi Siena. Le CSKA Moscou s'impose 73 à 71 face à CBD Bilbao. L'Olympiakós et Moscou rejoignent Barcelone au Final four.
- 28 au 30 mars : Les huit équipes qualifiées pour le final eight se disputent la qualification pour la finale de l'Euroligue féminine. Cette qualification se déroule en deux groupes de quatre équipes. Le vainqueur de ces deux groupes disputent la finale. Dans le groupe A, les Espagnoles de Rivas Ecópolis terminent en tête grâce à leurs victoires sur Galatasaray İstanbul - 75 à 68 - Famila Schio - 65 à 58 et Fenerbahçe İstanbul - 74 à 70. Les Espagnoles de Ros Casares Valence, grâce à trois victoires 62 à 49, 77 à 66 et 90 à 61 face respectivement à UMMC Iekaterinbourg, Spartak Moscou et Wisła Cracovie, se qualifient également pour la finale.

### Avril
- 1er avril : les Espagnoles de Ros Casares Valence battent leurs compatriotes de Rivas Ecópolis sur le score de 65 à 52 en finale de l'Euroligue féminine[18].
- 2 avril : Kentucky remporte le Championnat NCAA de basket-ball 2012 en battant en finale Kansas sur le score de 67 à 59[19]. Anthony Davis est désigné meilleur joueur (Most Outstanding Player) du Final Four[20].
- 3 avril : l'université de Baylor remporte le deuxième Championnat NCAA féminin de son histoire en s'imposant en finale face à Notre Dame sur le score de 80 à 61[21]. Brittney Griner est désignée meilleure joueuse du Final Four[21].
- 5 avril : Panathinaïkos Athènes et le Maccabi Tel-Aviv se disputent la dernière place pour le Final four de Euroligue lors de la cinquième et ultime manche de la série disputée à Athènes. Le Panathinaïkos s'impose sur le score de 86 à 85[22].
- 14 et 15 avril : les Espagnols de Valence affrontent en finale de l'EuroCoupe les Russes du BC Khimki Moscou, club hôte du Final Four de la compétition. En demi-finale, Valence s'impose face à Lietuvos Rytas sur le score de 80 à 70 et Khimki élimine un autre club russe, le Spartak Saint-Pétersbourg sur le score de 77 à 73. Khimki s'impose en finale sur le score de 77 à 68 face à Valence[23]. Lietuvos Rytas remporte le match pour la troisième place sur le score de 71 à 62.
- 16 avril : la joueuse de Stanford Nneka Ogwumike est choisie au premier rang de la draft WNBA 2012 par les Sparks de Los Angeles[24].
- 28 avril
  - Première manche de la finale de la Ligue féminine de basket 2011-2012. Bourges Basket s'impose chez son adversaire de Lattes Montpellier sur le score de 59 à 47[25].
  - Débuts des Playoffs NBA 2012. À l'Ouest, les Spurs de San Antonio sont opposés au Jazz de l'Utah, les Grizzlies de Memphis aux Clippers de Los Angeles, Lakers de Los Angeles aux Nuggets de Denver et le Thunder d'Oklahoma City aux Mavericks de Dallas. Les confrontations de la Est opposent Chicago Bulls aux 76ers de Philadelphie, Celtics de Boston aux Hawks d'Atlanta, Pacers d'Indiana au Magic d'Orlando, Heat de Miami aux Knicks de New York.
- 27 et 29 avril : Final Four de l'EuroChallenge 2011-2012 à Debrecen. En demi-finale, le club turc du Beşiktaş JK s'impose face au club hongrois de Szolnoki Olaj sur le score de 64 à 60. L'autre demi-finale est remportée par le club français de l'ES chalonnais face aux Russes de Triumph Lyubertsy sur le score de 84 à 69. Beşiktaş remporte la finale face à Chalon sur le score de 91 à 86.

### Mai
- 3 mai : finale de la Ligue féminine de basket 2011-2012. Bourges Basket remporte le onzième titre de champion de France de son histoire en s'imposant lors du match retour 53 à 45 face à Lattes Montpellier[26].
- 11 et 13 mai : le Final Four de l'Euroligue 2011-2012 réunit le CSKA Moscou, le Panathinaïkos Athènes, l'Olympiakós Le Pirée et le FC Barcelone. Lors des demi-finales, le CSKA s'impose face au Panathinaïkos sur le score de 66 à 64[27]. Dans l'autre demi-finale, l'Olympiakós bat Barcelone sur le score de 68 à 64[28]. l'Olympiakós Le Pirée, mené tout le long de la rencontre, remporte son deuxième titre d'Euroligue en l'emportant 62 à 61 sur un tir à la dernière seconde[29]. Vasílios Spanoúlis est désigné meilleur joueur du Final Four. Le meilleur cinq de la saison est composé de Andreï Kirilenko, également désigné meilleur joueur, de Dimítris Diamantídis, de Vasílios Spanoúlis, de Nenad Krstić et de Erazem Lorbek[30].
- 18 mai : la saison WNBA 2012 débute par une rencontre entre les Sparks de Los Angeles et le Storm de Seattle.

### Juin
- 12 juin : le Thunder d'Oklahoma City remporte le premier match de la série des Finales NBA 2012 l'opposant au Heat de Miami. Le Thunder s'appuie sur ses deux majeurs Kevin Durant, 36 points, et Russell Westbrook, 27 points pour l'emporter 105 à 94[31].
- 14 juin : Le Heat de Miami égalise dans la série en triomphant sur le parquet du Thunder sur le score de 100 à 96[32]. Les deux leaders de chaque équipe, Kevin Durant et LeBron James terminent avec 32 points.
- 16 juin : finale du Championnat de France Pro A : Dans un match à sens unique où Chalon-sur-Saône a pris les commandes de la rencontre dès le premier quart-temps, les joueurs du Mans n'ont pu que constater la réussite des Bourguignons (95-76)[33] dans le sillage d'un Blake Schilb élu MVP de la finale. C'est le premier titre de champion de France de l'élan chalonnais qui réalise le triplé Coupe de France - Semaine des As - Championnat et qui se qualifie par la même occasion pour le tour principal de l'Euroligue. C'est aussi le premier titre de champion de France pour l'entraîneur Gregor Beugnot qui avait échoué lors de cinq finales avec l'ASVEL.
- 17 juin : le Heat de Miami prend l'avantage dans la série en s'imposant sur son parquet sur le score de 91 à 85 grâce à une prestation de 29 points, 14 rebonds et 3 passes décisives de LeBron James[34].
- 19 juin : malgré les 43 points de Russell Westbrook et les crampes de LeBron James, Miami s'impose sur le score de 104 à 98 pour mener dans la série sur le score de trois à un[35].
- 21 juin : le Heat de Miami remporte le deuxième titre de son histoire, avec celui de la saison 2005-2006, en s'imposant 121 à 106 lors du troisième match de la série se disputant à Miami[36]. Le Heat est la troisième équipe à remporter ses trois matchs à domicile depuis l'instauration en 1985 du nouveau format 2-3-2 après les Pistons de Détroit en 2004 et le Heat de Miami en 2006. LeBron James est désigné MVP des finales[36].
- 28 juin : les Hornets de la Nouvelle-Orleans choisissent Anthony Davis au premier rang de la Draft 2012 de la NBA[37]. Le deuxième joueur choisi est également un joueur des Wildcats du Kentucky, Michael Kidd-Gilchrist, choix des Bobcats de Charlotte. Les Wizards de Washington sélectionnent en troisième position Bradley Beal. le Français Evan Fournier est choisi en vingtième position par les Nuggets de Denver[38].
- 25 juin au 1er juillet : tournoi de qualification olympique. Les équipes féminines de la République tchèque, la Croatie, la Turquie, la France et le Canada se qualifient pour les jeux olympiques de Londres.

### Juillet
- 9 juin au 8 juillet : les États-Unis remportent le Championnat du monde masculin des 17 ans et moins en battant l'Australie sur le score de 95 à 62. La Croatie prend la troisième place.
- 2 au 8 juillet : lors du Tournoi préolympique de basket-ball 2012 disputé à Caracas, les équipes de Lituanie et de Russie se qualifient pour les jeux olympiques de Londres. Le Nigeria est le dernier pays qualifié après sa victoire face à la République dominicaine.
- 12 au 22 juillet : la Lituanie s'impose devant la France en finale du Championnat d'Europe masculin des 20 ans et moins. L'Espagne prend la troisième place[39].
- 12 au 22 juillet : l'Espagne remporte le Championnat d'Europe féminin des 16 ans et moins en battant l'Italie sur le score de 70 à 49. La Russie prend la troisième place[40].
- 19 au 29 juillet : la Turquie remporte le Championnat d'Europe masculin des 16 ans et moins en battant la France sur le score de 66 à 61. La Serbie prend la troisième place[41].
- 26 juillet au 5 août : la France remporte le Championnat d'Europe de basket-ball féminin des 18 ans et moins en battant en finale la Russie sur le score de 65 à 61. La Serbie prend la troisième place[42].

## Tableaux récapitulatifs
| Pays                         | Compétition                           | Vainqueur                    | Finaliste                      | Résultat                     |
| Compétitions internationales | Compétitions internationales          | Compétitions internationales | Compétitions internationales   | Compétitions internationales |
| ---------------------------- | ------------------------------------- | ---------------------------- | ------------------------------ | ---------------------------- |
|                              | Euroligue                             | Olympiakós Le Pirée          | CSKA Moscou                    | 62 à 61                      |
|                              | EuroCoupe                             | BC Khimki Moscou             | Valence                        | 77 à 68                      |
|                              | EuroChallenge                         | Beşiktaş JK                  | ES chalonnais                  | 91 à 86                      |
|                              | Ligue adriatique                      | Maccabi Tel-Aviv             | KK Cedevita                    | 87-77                        |
|                              | VTB United League                     | CSKA Moscou                  | UNICS Kazan                    | 74 à 62                      |
|                              | Ligue baltique                        | Žalgiris Kaunas              | Lietuvos Rytas                 | 74-70                        |
|                              | Coupe d'Asie des clubs champions      |                              |                                |                              |
|                              | Coupe arabe des clubs champions       | Alahly Benghazi S.C.         | Jeunesse sportive kairouanaise | ,.                           |
|                              | Coupe d’Afrique des clubs champions   |                              |                                |                              |
| Compétitions nationales      |                                       |                              |                                |                              |
|                              | National Basketball Association (NBA) | Heat de Miami                | Thunder d'Oklahoma City        | 4 à 1                        |
|                              | NCAA                                  | Kentucky                     | Kansas                         | 67–59                        |
|                              | National Basketball League            | New Zealand Breakers         | Perth Wildcats                 | 2 à 1                        |
|                              | Championnat de Belgique               | Base Oostende                | Spirou Charleroi               | 3 à 2                        |
|                              | Chinese Basketball Association        |                              |                                |                              |
|                              | A1 liga Ožujsko                       | Cibona Zagreb                | KK Cedevita                    | 3 à 1                        |
|                              | Championnat de République tchèque     | ČEZ Basketball Nymburk       | BK Prostějov                   | 4 à 0                        |
|                              | Eredivisie                            | Den Bosch                    | Leiden                         | 4 à 1                        |
|                              | Pro A                                 | Élan sportif chalonnais      | Le Mans Sarthe Basket          | 95 à 76                      |
|                              | Basketball-Bundesliga                 | Brose Baskets                | Ratiopharm Ulm                 | 3 à 0                        |
|                              | HEBA                                  | Olympiakós                   | Panathinaïkos                  | 3 à 2                        |
|                              | Championnat d’Iran                    |                              |                                |                              |
|                              | Ligue israélienne de basket-ball      | Maccabi Tel-Aviv             | Maccabi Ashdod                 | 83 à 63                      |
|                              | Serie A                               | Montepaschi Siena            | Olimpia Milan                  | 4 à 1                        |
|                              | Lietuvos Krepšinio Lyga               | Žalgiris Kaunas              | Lietuvos Rytas                 | 2 à 0                        |
|                              | Championnat du Monténégro             | KK Budućnost Podgorica       | Sutjeska                       | 3 à 0                        |
|                              | Philippine Basketball Association     |                              |                                |                              |
|                              | Dominet Bank Ekstraliga               | Asseco Prokom Sopot          | Trefl Sopot                    | 4 à 3                        |
|                              | Superligue                            | CSKA Moscou                  | BC Khimki Moscou               | 3 à 0                        |
|                              | Naša Sinalko Liga                     | KK Partizan Belgrade         | Étoile rouge de Belgrade       | 3 à 1                        |
|                              | UPC Telemach                          | KK Krka Novo Mesto           | KK Olimpija Ljubljana          | 3 à 1                        |
|                              | Liga ACB                              | FC Barcelone                 | Real Madrid                    | 3 à 2                        |
|                              | Championnat de Turquie                | Beşiktaş JK                  | Anadolu Efes S.K.              | 4 à 2                        |
|                              | Championnat d’Ukraine                 | BC Donetsk                   | Azovmach Marioupol             | 4 à 0                        |
|                              | British Basketball League             | Newcastle Eagles             | Leicester Riders               | 71 à 62                      |

| Pays                         | Compétition                                    | Vainqueur                    | Finaliste                    | Résultat                     |
| Compétitions internationales | Compétitions internationales                   | Compétitions internationales | Compétitions internationales | Compétitions internationales |
| ---------------------------- | ---------------------------------------------- | ---------------------------- | ---------------------------- | ---------------------------- |
|                              | Euroligue                                      | Ros Casares Valence          | Rivas Ecópolis               | 65-52                        |
|                              | EuroCoupe féminine                             | Dynamo Koursk                | Kayseri Kaski S.K.           | 55-*69 et *75-52             |
|                              | Ligue Adriatique                               | ŽKK Partizan Belgrade        | Čelik Zenica                 | 74 à 64                      |
|                              | Ligue baltique                                 | VIČI-Aistės Kaunas           | Horizont Minsk               | 79 à 66                      |
| Compétitions nationales      |                                                |                              |                              |                              |
|                              | Women's National Basketball Association (WNBA) |                              |                              |                              |
|                              | NCAA                                           | Baylor                       | Notre Dame                   | 80 à 61                      |
|                              | Women's National Basketball League             | Dandenong Rangers            | Bulleen Melbourne Boomers    | 94 à 70                      |
|                              | Championnat de Belgique                        | Blue Cats                    | Kangoeroes-Boom              | 2 à 1                        |
|                              | Championnat de Croatie                         | Gospić Croatia Osiguranje    | ŽKK Šibenik Jolly JBS        | 3 à 0                        |
|                              | Championnat de République tchèque              | USK Prague                   | Frisco Sika Brno             | 3 à 0                        |
|                              | Liga Femenina de Baloncesto                    | Ros Casares Valence          | Halcón Avenida Salamanque    | 2 à 0                        |
|                              | Ligue féminine de basket                       | Bourges Basket               | Lattes Montpellier           | 2 à 0                        |
|                              | Championnat                                    | Athinaïkós Výronas           | Panathinaïkós Athènes        | 3 à 0                        |
|                              | Championnat de Hongrie                         | UNI Seat Gyor                | UNIQA Euroleasing Sopron     | 3 à 2                        |
|                              | LegA Basket Femminile                          | Taranto Cras Basket          | Famila Schio                 | 3 à 0                        |
|                              | LSBL Championships                             | SK Cēsis                     | TTT Rīga                     | 3 à 1                        |
|                              | LMKL                                           | VIČI-Aistės Kaunas           | Kibirkstis-Tiche             | 3 à 2                        |
|                              | TBBL                                           | Fenerbahçe SK                | Galatasaray SK               | 3-1                          |
|                              | Montenegro League                              | Budućnost Podgorica          | Roling Niksic                | 2 à 0                        |
|                              | Polska Liga Koszykówki Kobiet                  | Wisła Can-Pack               | CCC Polkowice                | 3 à 0                        |
|                              | Superligue                                     | UMMC Iekaterinbourg          | Spartak région de Moscou     | 3 à 0                        |
|                              | A League                                       | ŽKK Partizan Belgrade        | KK Hemofarm                  | 3 à 0                        |

| Pays                         | Compétition                           | Vainqueur                        | Finaliste                    | Résultat                     |
| Compétitions internationales | Compétitions internationales          | Compétitions internationales     | Compétitions internationales | Compétitions internationales |
| ---------------------------- | ------------------------------------- | -------------------------------- | ---------------------------- | ---------------------------- |
|                              | Coupe des Clubs champions (EuroCup 1) | RSV Lahn-Dill                    | Galatasaray SK               | 79-65                        |
|                              | Coupe André Vergauwen (EuroCup 2)     | Polisportiva Amicacci Giulianova | BC Verkerk                   | 75-60                        |
|                              | Coupe Willi Brinkmann (EuroCup 3)     | Besiktas JK                      | Oldham Owls                  | 77-72                        |
|                              | Challenge Cup (EuroCup 4)             | Sheffield Steelers               | GSD Porto Torres             | 74-68                        |
| Compétitions nationales      |                                       |                                  |                              |                              |
|                              | Nationale A (NA)                      | CS Meaux                         | HB Le Cannet CA              | 2 à 0                        |

## Décès
- 19 février : Stasys Stonkus, international soviétique de 1952 à 1957.
- 25 février : Richard Davies, champion olympique avec les États-Unis aux jeux olympiques de 1964.
- 26 février : Zollie Volchok, General Manager des Supersonics de Seattle en National Basketball Association (NBA).
- 27 février : Louis Bertorelle, international français de 1952 à 1960[84].
- mars : Jean-Pierre Salignon, international français de 1947 à 1954[85].
- 8 mars : Charlie Hoag, champion olympique avec les États-Unis aux jeux olympiques de 1952[86].
- 15 avril : Dwayne Schintzius, joueur de NBA[87].
- 30 avril : Andrew Levane, joueur et entraîneur de NBA.
- 6 mai : Pat Frink (en), joueur de NBA.
- 31 mai : Jack Twyman, joueur de NBA[88].
- 31 mai : Orlando Woolridge, joueur de NBA et entraîneur, en Women's National Basketball Association (WNBA) puis en American Basketball Association (ABA)[89].
- 2 juin : LeRoy Ellis joueur de NBA[90].
- 7 juin : Chuck Share, dit Charlie Share, premier choix de la draft de l'histoire de la National Basketball Association en 1950[91].
- 9 juin : Habib Belhassen, international tunisien.
- 18 juin : Abdelhamid Saïdane, international tunisien.
- 24 juin : Heino Kruus, international soviétique[92].
- 13 juillet : Warren Jabali joueur de NBA[93].
- 4 août : Arnie Risen joueur de NBA.
- 6 août : Dan Roundfield joueur de NBA.
- 9 octobre : Kenny Rollins joueur de NBA[94].
- 12 octobre : Ervin Kassai, arbitre international hongrois[95].
- 4 décembre : Robert Monclar, joueur international français[96].